# 安妮·奥戈尔曼
安妮·玛丽·奥戈尔曼（英語：Áine Marie O'Gorman；1989年5月13日—），爱尔兰共和国女子职业足球运动员，司职边锋和前锋，目前效力于三叶草流浪足球俱乐部和爱尔兰共和国国家女子足球队。她曾代表爱尔兰参加2023年国际足联女子世界杯。